# 서기동수
서기동수({西气东输)는 중화인민공화국 서부에서 동부로 이어지는 천연가스 파이프라인의 집합이다.

## 페트로차이나 파이프라인
페트로차이나 파이프라인은 프로젝트의 처음 세 파이프라인을 관리하는 페트로차이나의 자회사(72.26%)이다.

## 첫 번째 운영

### 역사와 연표
서기동수 가스관 건설은 2002년에 시작되었다. 이 파이프라인은 2004년 10월 1일에 시운전에 들어갔고, 2005년 1월 1일부터 천연가스의 상업적 공급이 전면적으로 시작되었다. 이 파이프라인은 페트로차이나의 자회사인 페트로차이나 서기동수 가스관 회사가 소유하고 운영한다. 원래 페트로차이나가 파이프라인의 50%를 소유하고 로열 더치 쉘, 가스프롬, 엑슨모빌이 각각 15%, 중국석유화공이 5%를 소유하기로 합의되었다. 그러나 2004년 8월, 페트로차이나 이사회는 합작 투자 기본 협정의 모든 당사자와 성실한 논의를 거쳐 당사자들이 합의에 도달하지 못하여 합작 투자 기본 협정이 종료되었음을 발표했다.

### 기술적 특징
4,000 킬로미터 (2,500 mi) 길이의 파이프라인은 신장 위구르 자치구의 룬난에서 상하이시까지 이어진다. 이 파이프라인은 중화인민공화국 10개 성의 66개 도시를 통과한다. 파이프라인으로 운송되는 천연가스는 장강 삼각주 지역의 전력 생산에 사용된다. 2010년까지 상하이에서 석탄을 가스로 대체할 계획이 있다.
파이프라인의 용량은 연간 12십억 세제곱미터 (420십억 세제곱피트)의 천연가스이다. 파이프라인 건설 비용은 미화 57억 달러였다. 2007년 말까지 용량을 17십억 세제곱미터 (600십억 세제곱피트)으로 업그레이드할 계획이었다. 이를 위해 10개의 새로운 가스 압축기 스테이션이 건설되고 기존 8개 스테이션이 업그레이드될 예정이다.

### 연결
서기동수 가스관은 세 개의 지선 파이프라인으로 산진 파이프라인에 연결된다. 칭산 분배 스테이션과 안핑현 분배 스테이션 사이의 886 킬로미터 (551 mi) 길이의 지닝 지선은 2005년 12월 30일에 운영을 시작했다.

### 공급원
이 파이프라인은 신장 위구르 자치구의 타림 분지 유전 및 가스전에서 공급된다. 산시성 (섬서성)의 창칭 가스 지역 (CGA)은 보조 가스원이다. 미래에 계획된 카자흐스탄-중화인민공화국 가스관은 서기동수 가스관에 연결될 것이다.
2009년 9월 15일부터 이 파이프라인은 산시성 (산서성) 친수이 분지에서 생산된 탄층 메테인으로도 공급된다.

## 두 번째 운영
두 번째 서기동수 가스관 건설은 2008년 2월 22일에 시작되었다. 총 길이 9,102 킬로미터 (5,656 mi)(본선 4,843 킬로미터 (3,009 mi) 및 8개 지선 포함)의 이 파이프라인은 신장 위구르 자치구 북서부의 훠얼궈쓰시에서 광둥성의 광저우시까지 이어진다. 간쑤성까지는 첫 번째 서기동수 가스관과 평행하게 연결될 것이다. 파이프라인의 서부 구간은 2009년까지, 동부 구간은 2011년 6월까지 가동될 것으로 예상된다.
두 번째 파이프라인의 용량은 연간 30십억 세제곱미터 (1.1조 세제곱피트)의 천연가스이다. 주로 중앙아시아-중화인민공화국 가스관에서 공급된다. 이 파이프라인은 200억 달러의 비용이 들 것으로 예상된다. 이 프로젝트는 중국 석유 천연가스 공사와 페트로차이나의 합작 투자사인 중국 석유 천연가스 탐사 개발 공사(CNODC)가 개발하고 있다.

## 세 번째 운영
세 번째 파이프라인 건설은 2012년 10월에 시작되었으며 2015년까지 완료될 예정이다. 세 번째 파이프라인은 신장 위구르 자치구 서부의 훠얼궈쓰시에서 푸젠성의 푸저우시까지 이어진다. 이 파이프라인은 신장 위구르 자치구, 간쑤성, 닝샤 후이족 자치구, 산시성 (섬서성), 허난성, 후베이성, 후난성, 장시성, 푸젠성, 광둥성을 통과할 것이다.
세 번째 파이프라인의 총 길이는 7,378 킬로미터 (4,584 mi)이며, 5,220-킬로미터 (3,240 mi)의 간선과 8개의 지선을 포함한다. 또한 이 프로젝트에는 3개의 가스 저장 시설과 LNG 플랜트가 포함된다. 연간 30십억 세제곱미터 (1.1조 세제곱피트)의 천연가스 용량을 가지며, 작동 압력은 10–12 메가파스칼 (1,500–1,700 psi)이다. 이 파이프라인은 중앙아시아-중화인민공화국 가스관 C선에서 공급받으며, 신장 위구르 자치구의 타림 분지와 탄층 메테인에서 추가 공급을 받는다. 파이프라인용 압축기는 롤스로이스에서 공급한다.

## 네 번째 및 다섯 번째 운영
네 번째 파이프라인은 타림 분지 또는 쓰촨성에서 시작될 것이다.

## 같이 보기
- 사천-상하이 가스관
- 산진 파이프라인
- 중현-우한 파이프라인